# Meitner (krater)
För andra betydelser, se Meitner.
Meitner är en nedslagskrater med en diameter på ungefär 150 kilometer, på planeten Venus. Meitner har fått sitt namn efter den österrikisk-svenska fysikern Lise Meitner.